# Martin Jarvis
Martin Jarvis OBE (* 4. August 1941 in Cheltenham) ist ein englischer Schauspieler und Synchronsprecher. 

## Leben
Jarvis war an der Whitgift School und studierte bis 1962 an der Royal Academy of Dramatic Art, danach wurde er überwiegend als Theaterschauspieler aktiv. Ab 1965 folgte seine erste Fernsehrolle in der Serie Doctor Who.
Seine Tätigkeit als Sprecher begann bei BBC Radio 4 in den 1980er Jahren. Dort las er Kolumnen und Hörspiele. In den 1990er Jahren war er in Zeichentrickserien zu hören und ab 2003 auch in Computerspielen.
Er ist seit 1974 mit Rosalind Ayres verheiratet. 2000 wurde er zum Officer of the British Empire ernannt.

## Filmografie (Auswahl)
Schauspieler
- 1965–1985: Doctor Who (Fernsehserie, 10 Folgen)
- 1966: Das Skandalgirl von Soho (Secrets of a Windmill Girl)
- 1967: Die Forsyte Saga (The Forsyte Saga; Miniserie, 8 Folgen)
- 1967–1985: Jackanory (Fernsehserie, 43 Folgen)
- 1968: Nicholas Nickleby (Miniserie, 13 Folgen)
- 1970: The Last Escape
- 1970: Wie schmeckt das Blut von Dracula? (Taste the Blood of Dracula)
- 1978–1980: Rings On Their Fingers (Fernsehserie, 20 Folgen)
- 1980: Francis Durbridge: Wer ist Mr. Hogarth? (Breakaway; Fernsehserie, 12 Folgen)
- 1981: Der Bunker (The Bunker, Fernsehfilm)
- 1988: Buster
- 1988: Rumpole von Old Bailey (Rumpole of the Bailey; Fernsehserie, eine Folge)
- 1991: Inspektor Morse, Mordkommission Oxford (Inspector Morse,  Fernsehserie, eine Folge)
- 1995: Mord ist ihr Hobby (Murder, She Wrote; Fernsehserie, zwei Folgen)
- 1996: Space 2063 (Fernsehserie, eine Folge)
- 1996: A Touch of Frost (Fernsehserie, eine Folge)
- 1997: Titanic
- 2002: Inspector Lynley (The Inspector Lynley Mysteries, Fernsehserie, Folge Well Schooled in Murder)
- 2007: Stargate Atlantis (Fernsehserie, eine Folge)
- 2010: EastEnders (Fernsehserie, acht Folgen)
- 2010: Agatha Christie’s Marple (Fernsehserie, eine Folge)
- 2013: Der junge Inspektor Morse (Endeavour; Fernsehserie, Folge Rocket)
- 2013: Agatha Christie’s Poirot (Fernsehserie, eine Folge)
- 2014: United Passions

Synchronrollen
- 1987: Der Drache wider Willen (TV)
- 1988: Huxley Pig (1988) (TV)
- 1990: The Fool of the World and the Flying Ship
- 1992: Shakespeare: The Animated Tales (TV)
- 1994: The Tick (TV)
- 1994: Fourways Farm (TV)
- 1996: Richie Rich (TV)
- 1996: Testament: The Bible in Animation (TV)
- 1997: Extreme Ghostbusters (TV)
- 2000–2003: Max Steel (TV)
- 2000: Jackie Chan Adventures (TV)
- 2003–2008: Die gruseligen Abenteuer von Billy und Mandy (TV)
- 2003: Robin Hood: Defender of the Crown (Computerspiel)
- 2005: Juniper Lee als William (TV)
- 2006: Eragon – Das Vermächtnis der Drachenreiter
- 2007: Spyro: The Eternal Night als The Chronicler (Computerspiel)
- 2008: Spyro: Dawn of the Dragon als The Chronicler (Computerspiel)
- 2009: Dragon Age: Origins (Computerspiel)
- 2010: Mass Effect 2 als Admiral Zaal'Koris vas Qwib Qwib (Computerspiel)
- 2011: Mass Effect 3 als Admiral Zaal'Koris vas Qwib Qwib (Computerspiel)
- 2011: Batman: Arkham City als Alfred Pennyworth (Computerspiel)
- 2011: Star Wars: The Old Republic als diverse (Computerspiel)
- 2012: Ralph reichts als Saitine